# Kościół Podwyższenia Krzyża Świętego w Bobrówku
Kościół pw. Podwyższenia Krzyża Świętego w Bobrówku – zabytkowy katolicki kościół filialny znajdujący się w Bobrówku (powiat sulęciński). Należy do parafii Matki Bożej Królowej Polski w Boczowie.

## Historia
Obiekt pochodzi z XV wieku i jest murowany, z kamienia polnego oraz cegły. Remontowano go w wiekach XVIII i XIX. W szczycie znajduje się ponadto wymurowana data "1976". W pobliżu rozciągają się pozostałości parku.
Obok kościoła stoi dzwonnica z muru pruskiego pochodząca z 1814, którą 12 czerwca 2012 wpisano do rejestru zabytków pod numerem L-499/A (pozostaje w złym stanie technicznym).